# David Holmgren
David Holmgren (nascido em 1955) é um designer ambiental, educador ecológico e escritor australiano. Ele é mais conhecido como um dos co-criadores do conceito de permacultura com Bill Mollison.[carece de fontes?]

## Primeiros anos
Holmgren nasceu em Fremantle, Austrália Ocidental, em fevereiro de 1955, o segundo de três filhos. Seus pais, Venie e Jack Holmgren, eram proprietários de livrarias, ativistas comprometidos com a justiça social e ex-membros do partido comunista , que criaram seus filhos para questionar a autoridade e defender suas crenças.
Holmgren era o melhor aluno da John Curtin High School, mas isso permaneceu sem registro no rol de honra devido à sua "atitude dissidente". Ao terminar o ensino médio, ele viajou de carona pela Austrália, antes de se mudar para a Tasmânia em 1974 para estudar no Departamento de Design Ambiental  do Tasmanian College of Advanced Education. No ambiente de educação alternativa, ele escolheu estudar design paisagístico, ecologia e agricultura.

## Permacultura
Holmgren conheceu Bill Mollison em 1974, quando Mollison falou em um seminário no Departamento de Design Ambiental. Isso os levou a uma intensa relação de trabalho nos três anos seguintes, com Holmgren e Mollison compartilhando uma casa e um jardim, colocando ideias em prática e coletando espécies de plantas úteis. Holmgren escreveu o manuscrito do que se tornaria o livro  Permaculture One: a perennial agricultural system for human settlements ao completar seus estudos de Design Ambiental, e o apresentou como a principal referência para sua tese. Ele então entregou o manuscrito a Mollison para edição e acréscimos, antes de ser publicado em 1978.
O desenvolvimento de idéias e práticas da permacultura por Holmgren também foi fortemente influenciado por Haikai Tane, assim como pelo trabalho de PA Yeomans, Franklin Hiram King, Howard T. Odum e Albert Howard .
Holmgren inicialmente concentrou seus esforços em testar e refinar suas teorias, primeiro na propriedade de sua mãe no sul de New South Wales ( Permaculture in the Bush, 1985; 1993), depois em sua própria propriedade, Melliodora, Hepburn Permaculture Gardens, em Hepburn Springs, Victoria, que ele desenvolveu com sua parceira, Su Dennett.
Ele começou sua empresa de consultoria Holmgren Design Services em 1983, projetando e orientando uma ampla gama de projetos, incluindo:
- Commonground Co-operative, Seymour Vic
- Project Branchout
- CERES Community Environment Park, Brunswick, Vic
- 'Millpost Farm', Bungendore NSW [8] David Watson Millpost: uma ampla fazenda de permacultura desde 1979
- ' Energy descent action and planning in the Hepburn Shire ' - relatório para Hepburn Shire, explorando a inovação em sustentabilidade e planejamento de resiliência em nível local

A publicação, em dezembro de 2002, do principal trabalho de Holmgren sobre permacultura, foi uma sistematização mais profunda e mais acessível dos princípios da permacultura, refinados por Holmgren ao longo de mais de 25 anos de prática. O livro, Permacultura: Princípios e Caminhos além da Sustentabilidade (2002a), é dedicado a Howard T. Odum, que morreu dois meses antes de sua publicação. E o livro deve muito à visão de Odum de um mundo em transição energética.
Princípios e caminhos oferece doze princípios-chave de design de permacultura, cada um explicado em capítulos separados. É considerado um marco importante na literatura da permacultura, assim como o trabalho seminal Permaculture: A Designer's Manual de Bill Mollison (1988) que foi publicado quinze anos antes e nunca foi revisado.

## Outras contribuições

### Ecossistemas novos
Holmgren é um crítico público da ortodoxia do manejo da terra de remover todas as plantas não nativas, apesar de suas funções ecológicas.
O interesse de Holmgren em ecossistemas recombinantes ou "paisagens de ervas 'daninhas'" é parcialmente inspirado por uma visita de 1979 à Nova Zelândia e as interações com o ecologista neozelandês Haikai Tane (1995). Também foi moldado pelas interações e experimentação de Holmgren na Spring Creek Community Forest, onde uma rede informal de moradores gerencia uma floresta ribeirinha de espécies nativas e não nativas, com resultados que incluem aumento do uso recreativo e redução do risco de incêndio. O local já recebeu visitas guiadas e tem sido objeto de pesquisas científicas.
Seu 'Weeds or wild nature: a permaculture perspective' (2011) foi publicado no Plant Protection Quarterly, e ele escreveu o prefácio de Tao Orion para Beyond the War on Invasive Species .

### Cenários futuros
Em 2007, Adam Grubb, editor fundador do Energy Bulletin.net (agora Resilience.org) publicou o ensaio estendido de Holmgren "Cenários Futuros; mapeando as implicações culturais do Pico do Petróleo e Mudanças Climáticas" em futurescenarios.org, que estabeleceu Holmgren como um futurista significativo, articulando e esclarecendo o conceito de Declínio Energético. 
Influenciado pelo trabalho de Nicole Foss, o trabalho mais recente de Holmgren também levou em consideração os possíveis impactos do estouro de uma bolha financeira global.

### Reabilitação dos subúrbios
Holmgren argumenta que os subúrbios australianos podem ser efetivamente reformados para melhor habitabilidade, resiliência e sustentabilidade por meio de estratégias como produção e preservação de alimentos caseiros, reforma de edifícios e mudança de comportamento. Uma versão inicial dessas idéias, 'Retrofitting the Suburbs for Sustainability', foi publicada pelo CSIRO em 2005.
Holmgren criou a história fictícia 'Aussie St' para ilustrar as mudanças nos subúrbios australianos desde os anos 1950 e um possível futuro resiliente.
Seu trabalho sobre reabilitação dos subúrbios culminou em 2018 com a publicação de RetroSuburbia: the downshifter's guide to a resilient future . O trabalho é um manifesto e um manual sobre como os subúrbios australianos podem ser transformados para se tornarem produtivos e resilientes em um futuro com energia decente. É dividido em três campos de ação - o Construído, o Biológico e o Comportamental - e contém estudos de caso da vida real e uma atualização da história da Aussie St.

## Grandes projectos

### Melliodora
A casa de Holmgren e um local de pesquisa desenvolvimento desde 1986, Melliodora é uma propriedade de 9000 m2 , situada em Hepburn Springs, centro de Victoria. É um dos locais de demonstração de permacultura mais bem documentados e conhecidos do mundo. A casa solar passiva, hortas e pomares mistos, represas e animais. E a revegetação de riachos em terras públicas próximas, mostram como o design da permacultura pode ajudar a restaurar e melhorar a terra, e atender às necessidades e prazer dos residentes em um clima continental continental frio.

### Ecovila Floresta Fritadeiras
Fryers Forest Ecovillage, perto de Castlemaine, no centro de Victoria, Austrália, é um projeto significativo e um teste de seus princípios de permacultura.

## Reconhecimento
O reconhecimento pela contribuição de Holmgren como designer ambiental, educador e ativista tem se desenvolvido lentamente após o entusiasmo inicial gerado pela publicação de Permaculture One quando ele tinha 23 anos. A inclusão em Ecological Pioneers (of Australia)  foi o primeiro reconhecimento substancial por autores acadêmicos. A inclusão de uma série de três partes sobre Melliodora em um melhor de dez anos de Gardening Australia, o programa de jardinagem da TV australiana mais popular, e um perfil pessoal no programa da rede de transmissão australiana Landline ( programa rural da ABC TV ) foram o reconhecimento mais significativo pela grande mídia. Em 2012, após a publicação do PP & PBS em italiano, a organização ambientalista Fondazione Parchi Monumentali Bardini e Peyron reconheceu a contribuição de Holmgren com o prêmio Il Monito del Giardin.
Em 2014, Holmgren foi incluído no Hall da Fama do Green Lifestyle Awards  por seu trabalho pioneiro e contínuo com a permacultura desde que ele co-fundou o conceito há mais de três décadas. Ele está na boa companhia de Bob Brown, o homenageado inaugural em 2012 e Olivia Newton-John em 2013.
Em 2017, Holmgren recebeu um Doutorado Honorário do CQUniversity .

## Publicações
Embora Permaculture One tenha sido publicado por uma editora mainstream ( Corgi ), a maior parte do trabalho de Holmgren foi publicada por conta própria, permitindo a experimentação com o material do assunto, como estudos de caso ( Permacultura no mato, Árvores nos planos sem árvores e Melliodora ), formatos de livro (paisagem Melliodora A3 ) e formatos de e-book (Melliodora, Collected Writings ) antes de sua adoção mais difundida e publicação na Web ( Future Scenarios  ). Esta abordagem DIY reflete os princípios da permacultura que encorajam a experimentação e a autossuficiência.
The Essence of Permaculture, um resumo de PP & PBS, é a obra mais traduzida de Holmgren (disponível em 10 idiomas em 2015), enquanto PP & PBS está disponível em espanhol, português, italiano, tcheco, japonês, francês, coreano e chinês . Cenários futuros está disponível em japonês .